# Lubienie
Lubienie (ukr. Любині) – wieś na Ukrainie, w rejonie jaworowskim obwodu lwowskiego. Wieś liczy około 870 mieszkańców.
W II Rzeczypospolitej do 1934 samodzielna gmina jednostkowa. Następnie należała do zbiorowej wiejskiej gminy Szutowa w powiecie jaworowskim w woj. lwowskim. Po wojnie wieś weszła w struktury administracyjne Związku Radzieckiego.